# Țărănești, Alba
Țărănești este un sat în comuna Bistra din județul Alba, Transilvania, România.